# Blitz BASIC
Blitz BASIC es un compilador para el lenguaje de programación Basic. Los productos Blitz han sido diseñados con el objetivo de crear videojuegos.
La más reciente en la gama de lenguajes Blitz, BlitzMax a diferencia de anteriores productos Blitz, está diseñado para ejecutarse en múltiples sistemas operativos. Fue liberado para Mac OS por primera vez en diciembre de 2004, y luego para Microsoft Windows y Linux en mayo de 2005. BlitzMax trajo el mayor cambio en la estructura del idioma a la moderna gama de productos Blitz añadiendo conceptos orientados a objetos y el cambio a favor de gráficos OpenGL.

## Versiones

### BlitzMax
BlitzMax es también la primera versión modular del lenguaje basic, lo que permite escribir plugins para el propio lenguaje. Esto abrió nuevas posibilidades para los programadores para configurar el lenguaje, así como para la compra de componentes de la mejora de Blitz. La plataforma cruzada oficial de BlitzMax en modo GUI (interfaz gráfica de usuario) conocido como MaxGUI, fue liberado por Blitz Research Limited, que permite a los desarrolladores escribir interfaces GUI para sus aplicaciones en Linux (FLTK), Mac (Cacao), y Windows. Varios módulos' al ampliar el uso de la lengua envolviendo tales como bibliotecas wxWidgets, Cairo, FontConfig así como una selección de módulos de bases de datos. Además, hay muchos módulos 3D de terceros disponibles para BlitzMax, incluyendo MiniB3D [1] - un código abierto en motor OpenGL, que puede ser compilado y utilizado en todos los BlitzMax de plataformas soportadas.
En octubre de 2007, BlitzMax sacó la actualización v1.26 (disponible para usuarios registrados como una descarga desde el sitio oficial) incluyen la adición de un módulo de reflexión, lo que aumentó aún más la flexibilidad de la lengua.

### Blitz3D
Blitz3D es un lenguaje de programación para desarrollo de videojuegos, una versión de Blitz BASIC lanzada para Microsoft Windows en septiembre de 2001, compitiendo con otros lenguajes de desarrollo de juegos de ese tiempo, como Dark Basic. Ofrece un entorno simple, pero potente para la creación de un juego. Simple, debido a que su entorno usa el popular y fácil de usar lenguaje de programación BASIC; y potente, gracias a un motor 2D / 3D subyacente altamente optimizado.
Blitz3D extendió un set de comandos de Blitz BASIC con la inclusión de una interfaz de programación de aplicaciones para un motor 3D basado en DirectX 7. Aunque originalmente, los derechos de distribución pertenecían a Indigicon, más tarde Blitz Research Ltd. firmó un trato con Indigicom para permitir a Blitz Research Ltd. que distribuyan Blitz3D. A cambio, se le dieron a Indigicon los derechos de distribución de Blitz BASIC y limpiar cualquier copia sobresaliente de Blitz3D.
El 4 de agosto de 2014, se lanzó Blitz3D como código abierto.